# Clonaria postrostrata
Clonaria postrostrata är en insektsart som först beskrevs av Karsch 1898.  Clonaria postrostrata ingår i släktet Clonaria och familjen Diapheromeridae. Inga underarter finns listade i Catalogue of Life.